# Калініченко Єлизавета Денисівна
Калініченко Єлизавета Денисівна, до шлюбу Биканова (нар. 5 грудня 1926, село Роздолля, Первомайський район, Харківська округа — 7 червня 1995, смт. Безлюдівка Харківського району Харківської області) — новаторка сільськогосподарського виробництва, Герой Соціалістичної Праці (7.5.1948).

## Біографія
Народилася 5 грудня 1926 року в селі Роздолля Первомайського району Харківської області.
Освіта - 4 класи. З 1940 по 1961 роки працювала ланковою колгоспу «Нова дружба» Олексіївського району Харківської області.
У 1947 році отримала високий урожай пшениці, за що 7 травня 1948 року їй було присвоєно звання Героя Соціалістичної Праці.
У 1961 році переїхала в смт Безлюдівка Харківського району Харківської області. З 1964 по 1968 роки працювала в Харкові на заводі "ЗБК-13"
Похована в смт Безлюдівка. Її могила є пам'яткою місцевого значення.

## Нагороди
- Герой Соціалістичної Праці
- 2 ордени Леніна